# The Sage Gateshead

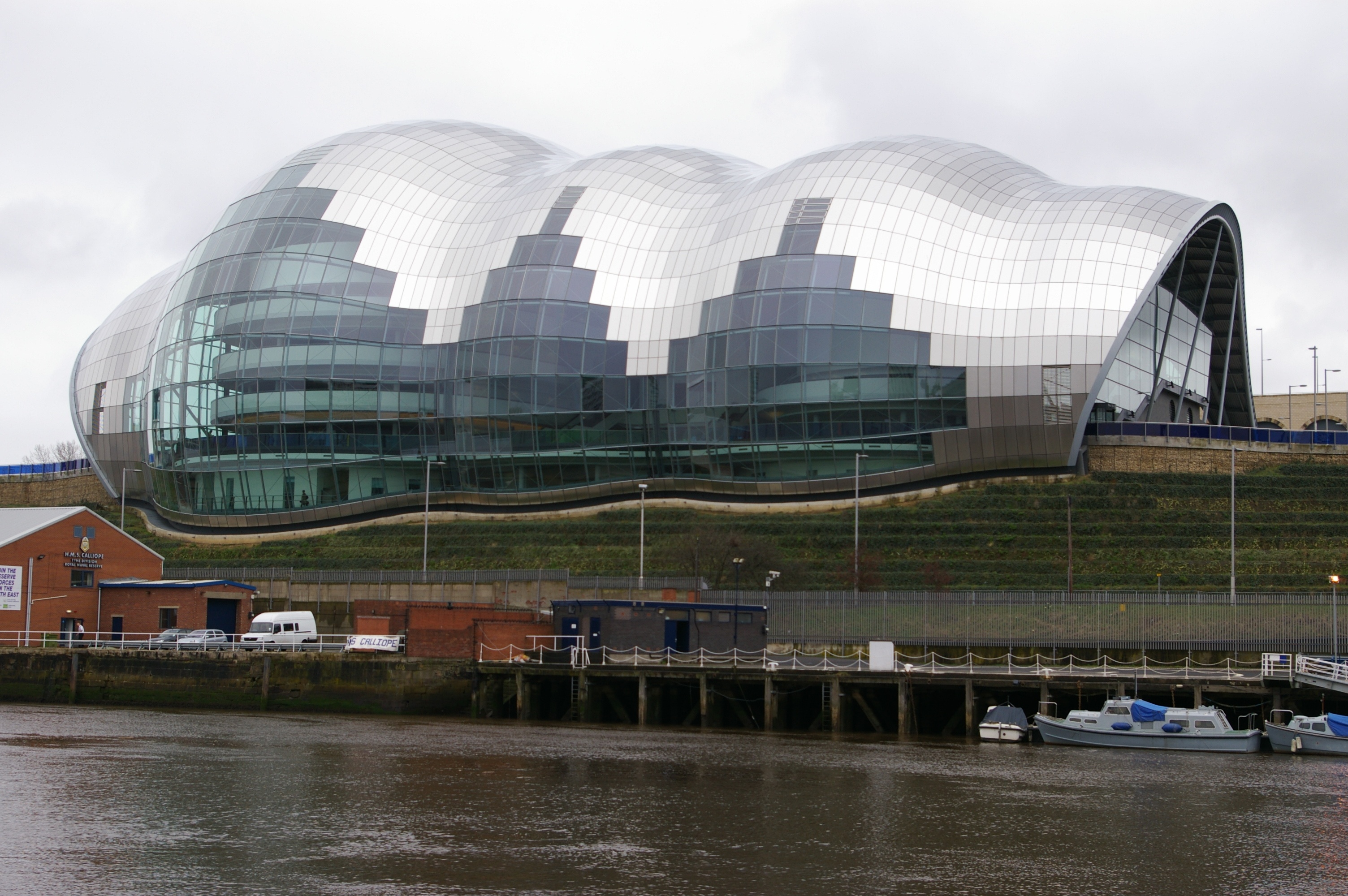
The Sage Gateshead, 2007

The Sage Gateshead ist ein Konzerthaus und Veranstaltungszentrum in Gateshead im nordöstlichen England, das 2004 eröffnet wurde. Es ist die Heimstätte von Northern Sinfonia und Folkworks und beinhaltet eine Musikschule.
Erbaut wurde The Sage Gateshead nach Plänen, die von Foster + Partners in Zusammenarbeit mit Arup Acoustics entwickelt wurden. Der Bau begann 2001 und kostete 70 Millionen Pfund. Benannt wurde es nach einem der Sponsoren, dem Softwareunternehmen Sage Group. Das Eröffnungswochenende begann am 17. Dezember 2004.
Das Gebäude liegt am Ufer des Tyne und besteht im Wesentlichen aus drei Veranstaltungshallen: Der Hall One mit bis zu 1.700 Sitzen, der Hall Two mit 400 Sitzen und der Northern Rock Foundation Hall für 200 Personen. Die drei Hallen werden durch einen als Foyer dienenden Rundgang miteinander verbunden und von einer gewölbten Dachkonstruktion überschirmt. The Sage Gateshead liegt auf einer Fläche von 8.000 m² und ragt an seiner höchsten Stelle über 40 Meter in den Himmel.